# عبد العزيز بن سطام بن عبد العزيز آل سعود
الأمير عبد العزيز بن سطام بن عبد العزيز آل سعود هو الابن البكر من الذكور للأمير سطام بن عبد العزيز آل سعود ووالدته الأميرة شيخة بنت عبد الله بن عبد الرحمن آل سعود. يشغل منصب مستشار خادم الحرمين الشريفين وأستاذ السياسة الشرعية بالمعهد العالي للقضاء. وهو أستاذ مشارك بقسم السياسة الشرعية بجامعة الإمام محمد بن سعود الإسلامية.

## حياته
حصل الأمير عبد العزيز بن سطام بن عبد العزيز آل سعود على درجة البكالوريوس في الإدارة من جامعة الملك فهد للبترول والمعادن ودرجة الماجستير في الدراسات الاجتماعية من جامعة الملك سعود، ودرجة الدكتوراه في السياسة الشرعية من المعهد العالي للقضاء التابع لـ جامعة الإمام محمد بن سعود الإسلامية، وله مشاركات ونتاج علمي.

## أسرته
متزوج من كريمة الأمير محمد بن سعد الثاني بن عبد الرحمن آل سعود وله من الأبناء:
- الأمير سطام بن عبد العزيز بن سطام بن عبد العزيز آل سعود